# Geripptes

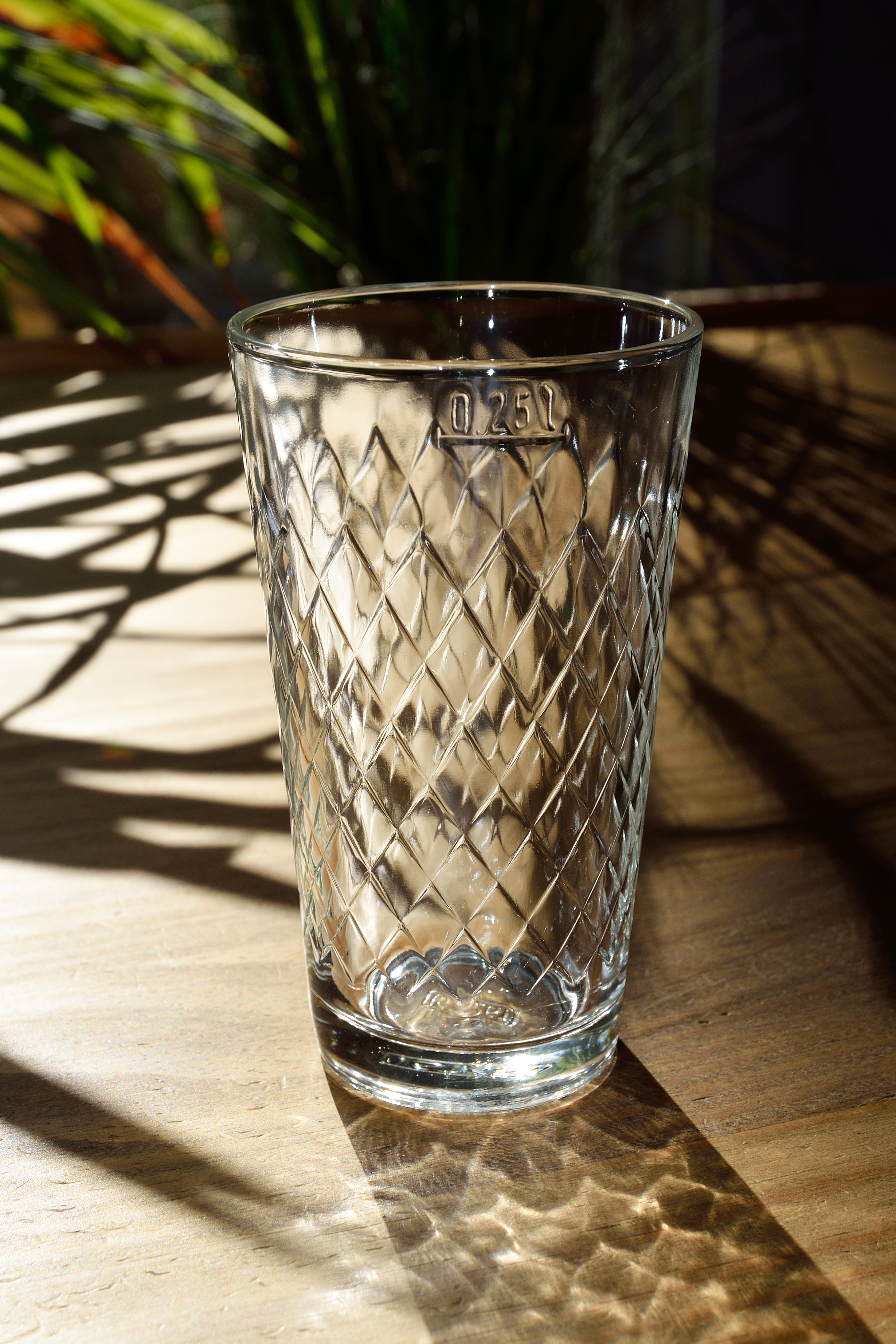
Ein 0,25-l-Geripptes

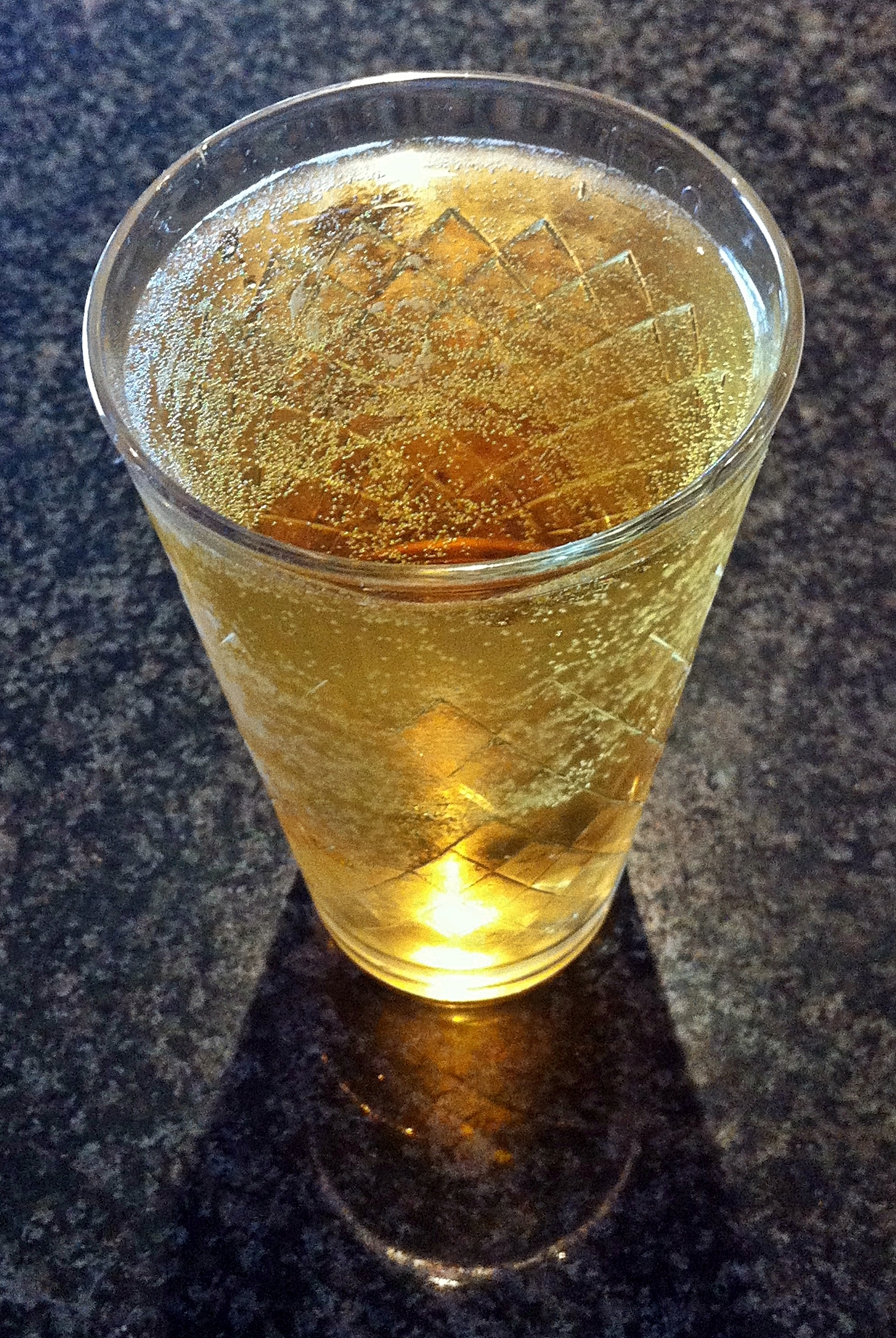
Ein 0,25-l-Geripptes, gefüllt mit Apfelwein

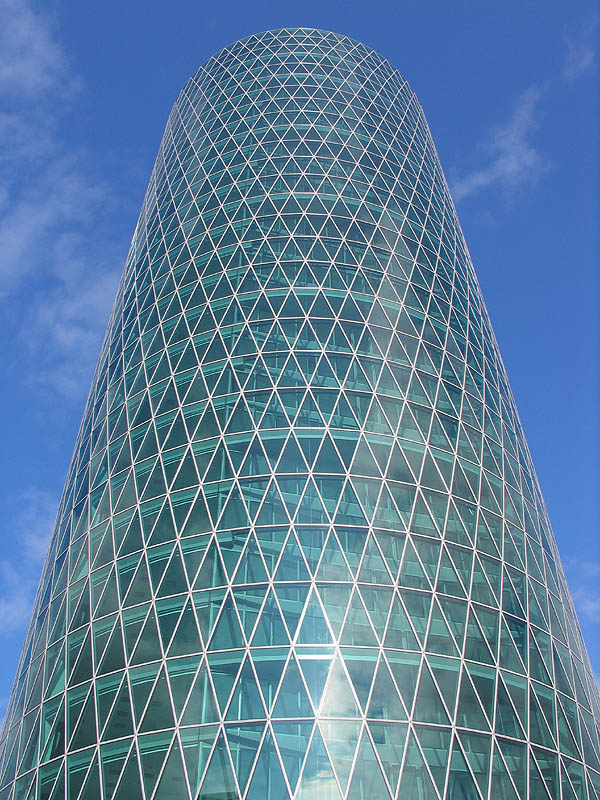
Der Westhafen Tower – „das Gerippte“

Ein Geripptes, auch Apfelwein- oder Schoppenglas genannt, ist ein Trinkgefäß aus Glas mit einer rautenförmigen Außenstruktur. Während sich der Name „Geripptes“ auf die äußere Gestaltung bezieht, verweist das „Schoppenglas“ auf das alte Hohlmaß Schoppen. Neben den Varianten aus Glas gibt es auch „Gerippte“ aus Plastik als Ein- oder Mehrwegbecher, die aber eher unüblich sind. Letztere sind seit einiger Zeit auch in bunten Versionen als Kindergeschirr erhältlich.

## Verwendung

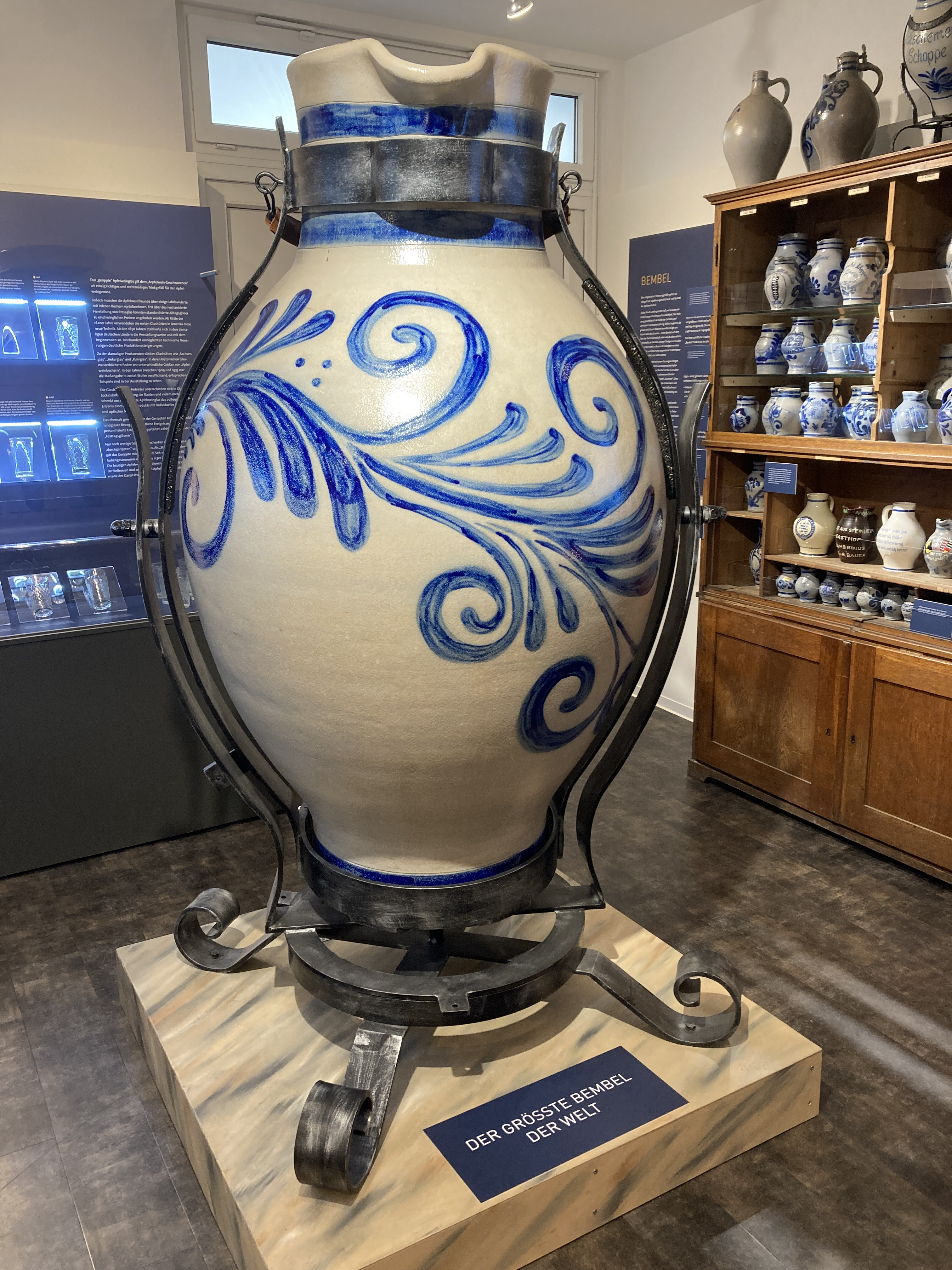
Der „Größte Bembel der Welt“ im „Gerippten Museum“ in Hanau

Das Gerippte wird zum Trinken von Apfelwein benutzt. Die spezielle Struktur der Gläser wird ähnlich wie beim Pfälzer Dubbeglas darauf zurückgeführt, dass früher oft ohne Besteck gegessen wurde und Gläser ohne Struktur aus den dann fettigen Händen glitten. Ein anderer Grund ist die Fähigkeit des Glases durch das Dekor, einem Prisma gleich, auch trüben, ungefilterten Flüssigkeiten Glanz zu verleihen.
Gängige Eichungen der Apfelweingläser waren 0,3 l, 0,25 l bzw. 1/4 l und 0,2 l. Letzteres wurde „Salöngchen“ genannt. Heute wird das Gerippte in den Größen 0,25 Liter und 0,5 Liter benutzt. In den traditionellen Apfelweingaststätten in Frankfurt am Main und Umgebung werden die weiterhin produzierten 0,3 l-Gläser verwendet.
Das 0,25 l fassende Glas wird auch als „Beschisserglas“ verspottet, da einige Wirte bei der Umstellung der Gläser von 0,3 l auf 0,25 l Fassungsvermögen den alten Preis beibehielten. Die Größe des Glases steht im Verhältnis 4 zu 1 mit den Flaschen und Bembeln, in denen der Apfelwein verkauft wird. Die Flaschen fassen in der Regel 1 Liter, der meist kleinste Bembel in einer Gaststätte ist der 4er-Bembel, der entweder 1 oder 1,2 Liter fasst. Vor der Einführung des metrischen Systems in Frankfurt nutzte man die Maße Schoppen (≈ 0,448 l) und Schankmaß (≈ 1,5937 l). Das Gerippte von 0,5 Liter ist also näher an dem traditionellen Schoppenmaß als die heute weiter verbreiteten kleineren Gläser.
Am 30. Juli 2014 wurde in Limburg ein 84 Liter fassendes, von der Glashütte Limburg hergestelltes, Geripptes erstmals befüllt. Mit einer Höhe von 81 cm und einem Durchmesser von 45 cm bekommt es einen Eintrag in das Guinness-Buch der Rekorde und soll zusammen mit dem größten Bembel der Welt, der ein vom Guinnessbuch der Rekorde zertifiziertes Fassungsvermögen von 670 Liter hat im 2022 eröffneten „Geripptes Museum - Raum für Apfelweinkultur“ des Verein Apfelwein-Centrum Hessen in Hanau am Heumarkt 6 ausgestellt.

## Zubehör
Um den Inhalt des Gerippten vor Insekten zu schützen, gibt es passende „Schoppedeckel“, gedrechselte Holzdeckel, die lackiert oder mit Leinöl geölt werden, mitunter sind sie bemalt.

## Sonstiges
In Frankfurt am Main bezeichnet man auch den Westhafen Tower wegen seiner Außenfassade als „das Gerippte“, obwohl sie sich aus Dreiecken und nicht aus Rauten zusammensetzt. Das in der Saison 2013/14 vom Fußball-Bundesligisten Eintracht Frankfurt genutzte Ausweichtrikot, das in Farbgebung (Petrol) und Musterung (Rauten eines „Schoppeglases“) vom Westhafen Tower inspiriert war, wurde als Trikot „Geripptes“ vermarktet. Das Frankfurter Champions-League-Trikot der Saison 2022/23 greift dieses Gestaltungselement ebenfalls auf.